# 動物橫町
《動物橫町》（日語：アニマル横町）是日本漫畫家前川涼創作的日本漫畫作品。於1999年開始在集英社的少女漫畫雜誌《Ribon》、《Ribon Original》、和連載至今，總發行數量為100萬本（至2005年12月為止）。此漫畫亦是第51回（平成17年度）小學館漫畫賞兒童向部門的得獎作品。2005年由韓國和日本共同將此作品改編成電視動畫。
本作中文版已由尖端出版社出版，名為《動物小町》。因授權問題，中文版「第一集」為日版第三集；「第二集」為日版第四集，依此類推。

## 故事簡介
故事講述一個看起來非常平凡的幼稚園學生松崎亞美有一個不可告人的秘密 ── 那就是她在自己的卧室裡和一群不可思議的迷你動物生活著：天真活潑的小爾、喜歡胡鬧的健太以及永不疲倦的依沙。他們是從異次元空間「動物橫町」來的居民，不知何時在小美新家的卧室裡建造了一扇可通往動物橫町的秘密之門。而動物橫町的其他角色也隨之一一登場……

## 登場角色

### 主要登場角色
松崎亞美（配音：日本→江里夏；香港→何璐怡；台灣→林美秀）
本作的中心主角，是一個5歲的幼稚園女學童。12月15日出生，星座屬射手座，動物橫町星座屬蓆子座。住在「明治村」（メイジ村），在明治幼稚園唸書。家中有父母三人。性格聰敏、懂事，但同時愛哭，而且常常因不滿小爾和健太把事情弄得一團糟而大發雷霆，因依沙懂事而較為疼愛他，幾乎不曾對他發過脾氣。和小哲是很好的朋友，但有時會為了取勝或意向不同而造成不和。另外亦因智商、行為等大大超越5歲水平，常被健太質疑她的年齡。（第10集：《寫給偶像的信》→寫信時用了很難的敬語、第20集：《山脈先生出了事》→讀出許多幼稚園沒教的漢字、第44集：《動物橫町探險隊》）。生日後仍自稱自己是5歲。（第21集：《亞美的生日》）
小爾（配音：日本→宍戸留美；香港→林元春；台灣→雷碧文）
來自動物橫町的一隻雌性兔子。1月4日出生，自稱16歲（第29集：《小哲初次登場》）及23歲（第32集：《不同的嗜好》），動物橫町星座屬巨蛇座。性格天真活潑、陰險、自負，嗜好是惹怒健太（第32集：《不同的嗜好》），經常搗亂，但脾氣跟依沙一樣溫和（一旦生氣也很恐怖），夢想是成為超凡魅力的主婦（第40集：《做大人》）。耳朵可隨時拿出古怪的東西及伸長伸短，亦可以釋放電光能量（小優電子光束），是她的108個必殺技之中最常用的一招，常常用來攻擊健太。在第62集《美少女小爾？》還可以垂下耳朵。當她被人「忽略」、認為沒有用或不用她參與一些她想做的事（甚至假如被別人搶去她想說的話）便會暈下，並會飄出靈魂，要被人重新重視才回復正常〔後被小美搗破是假的〕，但在本作後期則多數是因為沒人理她而自己回復正常。她的靈魂還可進入別人的身體（第69集：《交換靈魂》）。此外亦經營了一間蛋糕店。據說她好像喜歡健太(？)，因而對小哲有些敵意。而當她成為人類時擁有金色的頭髪。而且雖然是白兔卻出人意表地喜歡吃牛排。最喜歡拿出她由山並先生處買的鮪魚抱枕捉弄別人（特別是小美）。患有花粉症。擁有一隻名為「小龜」的伙伴龜。
健太（配音：日本→永澤菜教；香港→謝潔貞；台灣→馮嘉德）
來自動物橫町的一隻雄性熊。5月6日出生，動物橫町星座屬巨蟹座。性格粗魯、粗心大意，不時與小爾爭吵，亦不時被她玩弄。脖子上常常圍著一條紅色圍巾，絕不容許別人偷去他的圍巾（第12集: 《健太和依沙吵大架》 ），據稱是他的婆婆送給他的。心裡總是渴望得到別人（尤其是小哲）的讚賞和疼愛。暗戀小哲，但因為一次誤會而被小哲誤以為他是一隻機械熊。同時亦也渴望成為一位受歡迎的主角（第15集：《配角不易做》）。另外特別討厭小美的泰迪熊玩偶，因為聲稱小美家中應只得他一隻熊。不過於第76集《健太的弟弟？》卻把玩具公司送來的機械熊視為親弟弟。
依沙（配音：日本→佐藤佑子；香港→沈小蘭；台灣→龍顯蕙）
來自動物橫町的一隻雄性熊貓。11月23日出生，動物橫町星座屬雙子座。性別為男，但經常會扮演女角色。性格勤勞、善良，但力大無窮，脾氣溫和（一旦生氣會很恐怖），因喜歡小美，所以常常協助調停小爾和健太之間的紛爭，藉此希望得到小美的疼愛，但有時亦會弄得事情一團糟。很重視他的同伴，也很享受與大家在一起的快樂時光。偶爾會很想做壞人。十分喜歡「寶迪迪花」（一種危險食人花；第22集：《雪戰比賽》）。另外一旦聽到「絕種」兩個字就會暈倒。在依沙的內心世界有4種不同的隱藏性格，分別是紅依沙（衝動易怒），藍依沙（做事懶散），黑依沙（經常出口傷人）及白依沙（膽小）。（第77集：《有很多個依沙》）(願望是繁殖的原因可能是瀕臨絕種的關係?)
山並先生（配音：日本→堀内賢雄；香港→招世亮；台灣→黃天佑）　
來自動物橫町的一隻雄性純種馬，為動物橫町的領袖。本名為約翰·保奈詩·聖安德利·馬連奴六世。誕生日不明，但常自稱17歲。（第6集：《黑暗火鍋》）常常為大家做一些小貢獻，然後離去。據小爾所言，動物橫町的所有動物都必須服從「山並指揮官」的命令，不然便會受到恐怖嚴厲的處分。管理「黑市郵購」服務，不時遊說小美訂購他的貨品。此外每次出場有時會扮演著不同的身分，通常會在身上的衣服印上文字說明身份，並能變出無數個山並先生。（第24集：《睜着眼睛睡不着，怎辦才好？》）

### 其他登場角色
小哲（配音：日本→福原香織；香港→鄭麗麗；台灣→錢欣）
小美在幼稚園結識的女性親密朋友。5月21日出生，星座屬雙子座。擅長編織各種物品的保護套子（第30集：《真實的健太》）。她是健太喜愛的對象，但因為小爾的謊言，讓她認為健太只是一個需要充電的玩偶。曾經製作過電池給健太(因為以為健太是需要3A電芯的玩偶)(第37集:《情人節》)另外因在小時候曾被馬咬過，所以特別害怕馬和山並先生。（第33集：《與山並先生決戰》）天然呆,但讀書很厲害，只要是小美喜歡的東西她都喜歡，其實她也是個聰明的女孩，可自己一人做電池（第37集：《情人節》）和她的校內成績好得可以進精英班（第50集：《難道真的要說再見嗎？》）。
樂樂（配音：日本→加藤奈奈繪；香港→程文意；台灣→錢欣）
來自動物橫町的一隻雌性生物，既不是人類也不是動物。4月4日出生，動物橫町星座屬大象座。常與小司一同出場。最初出場時為一名牙醫，後來則經常以客串的身份出現，據說是一位推銷員。曾經加入健太開辦的武館，並稱呼他為「大哥」（第31集：《預防蛀牙》）。
小司（配音：日本→鈴木菜穗子）
來自動物橫町的一隻小鳥。誕生日不明。常與樂樂一同出場。在第73、74集《新偶像登場》是動物橫町明日之星訓練學校的校長。在第83集《動物橫町的幕後製作》卻變成了一隻道具玩偶。
彌生（配音：日本→伊藤靜；香港：黃麗芳；台灣→雷碧文）
來自動物橫町的一隻樹熊。3月3日出生。職業為動物橫町航空局的一名太空人。沒有嘴巴卻能說話。內裏是一隻類似機械人的物體（第55集：《宇宙旅行》）。
松崎彩子（配音：日本→鈴木菜穗子；香港→蔡惠萍；台灣→龍顯蕙）
小美的母親。沒有在本作中露出其樣子。曾被健太直呼名字（第8集：《我患了感冒》）。
松崎茂（配音：日本→羽多野涉；香港→招世亮；台灣→黃天佑）
小美的父親。沒有在本作中露出其樣子。不過曾經露出背影（第94集：《樂樂要逃亡》）。
（配音：日本→高乃麗；香港→蔡惠萍；台灣→林美秀）
來自動物橫町的一隻斑馬，為動物橫町的潮流先鋒，是山並先生的戀愛對象。
青森亞子（配音：日本→伊藤靜；香港→陳凱婷；台灣→錢欣郁）
小美就讀的幼稚園的教師。年齡為25歲（第49集：《幼稚園》）。夢想是成為了解兒童心理的教師。患有近視。沒有男朋友(第59集:《家庭訪問》)。
松本先生（配音：日本→羽多野涉；香港→招世亮；台灣→未知）
來自動物橫町的一隻長頸鹿，頭上有一塊雲擋住，小美看上去會刺眼。
薔薇海貴人（配音：日本→石田彰；香港→陳永信）
寶迪迪花
依沙喜歡的植物。上面有一朵紅色的小黃花。每逢月圓之夜就會全部走到海裏。
小龜
小爾的雄性伙伴龜。曾參與「動物橫町先生」選舉，但落選。

## 用語
- 亞美的房間：亞美從事生活起居的地方。當中那道通往地下的門就是前往動物小町的出入口。小優等人即透過此門與亞美一起相處；然而，亞美卻完全不曾前往動物小町。房間內有大型儲物櫃和閣樓(平日放滿小美的雜物。有時可通往不同地方，如山丘、森林等。)
- 明治幼稚園：小美讀書的地方，只是幼稚園，卻要用成績進行分班（第50集：《難道真的要說再見嗎？》），學的東西簡直跟中小學沒兩樣，如:電磁石的研究（第96集：《親密關係》）、三位數加法(第97集：《小美 小爾大混戰》)和用木工工具做勞作（第90集：《小健太，一飛沖天！》）。
- 動物橫町:一個動物居住的異次元空間，不是原始人和外星人居住的地方。動物橫町有占卜（第11集：《占卜天國》），而且有很多在人類世界平凡的東西他們沒有，如:因沒有晾衣夾而要用手拿住床單直到乾為止，(第38集：《大發明》）沒有粉筆，而樂樂把其當樂器賣(第93集：《座敷童子》）等。而且當地每年牙蟲都會出現並為傳染病(第31集：《預防蛀牙》）。亦有「懶人病」（第64集：《健太感染懶人病》）和「安得拉美達M78型流行性感冒」（第96集：《親密關係》）。還有人類玩的羽毛球其實跟他們的有很大的分別。（第28集：《要留在家中》）

## 出版書籍
| 冊數 | 集英社         | 集英社                 | 尖端出版社     | 尖端出版社           |
| 冊數 | 發售日期       | ISBN                   | 發售日期       | EAN                  |
| ---- | -------------- | ---------------------- | -------------- | -------------------- |
| 1    | 2001年2月15日  | ISBN 4-08-856261-5     | 不適用         | 不適用               |
| 2    | 2001年2月15日  | ISBN 4-08-856352-2     | 不適用         | 不適用               |
| 3    | 2003年1月15日  | ISBN 4-08-856433-2     | 2007年8月21日  | EAN 471-7702-21289-6 |
| 4    | 2003年12月15日 | ISBN 4-08-856510-X     | 2007年10月12日 | EAN 471-7702-21290-2 |
| 5    | 2005年1月14日  | ISBN 4-08-856581-9     | 2007年11月16日 | EAN 471-7702-21291-9 |
| 6    | 2005年10月14日 | ISBN 4-08-856642-4     | 2007年11月29日 | EAN 471-7702-21292-6 |
| 7    | 2006年6月15日  | ISBN 4-08-856688-2     | 2007年12月19日 | EAN 471-7702-21293-3 |
| 8    | 2007年7月13日  | ISBN 978-4-08-856754-9 | 2008年8月22日  | EAN 471-7702-21539-2 |
| 9    | 2008年6月13日  | ISBN 978-4-08-856818-8 | 2010年4月10日  | EAN 471-7702-22777-7 |
| 10   | 2009年8月12日  | ISBN 978-4-08-867003-4 | 2010年4月21日  | EAN 471-7702-22966-5 |
| 11   | 2010年12月15日 | ISBN 978-4-08-867087-4 | 2011年12月12日 | EAN 471-7702-24448-4 |
| 12   | 2011年12月15日 | ISBN 978-4-08-867160-4 |                |                      |
| 13   | 2013年3月15日  | ISBN 978-4-08-867257-1 |                |                      |
| 14   | 2014年3月14日  | ISBN 978-4-08-867316-5 |                |                      |
| 15   | 2015年3月13日  | ISBN 978-4-08-867359-2 |                |                      |
| 16   | 2016年3月25日  | ISBN 978-4-08-867408-7 |                |                      |
| 17   | 2017年3月24日  | ISBN 978-4-08-867452-0 |                |                      |
| 18   | 2018年3月23日  | ISBN 978-4-08-867493-3 |                |                      |
| 19   | 2019年3月25日  | ISBN 978-4-08-867541-1 |                |                      |
| 20   | 2020年3月25日  | ISBN 978-4-08-867579-4 |                |                      |
| 21   | 2021年3月25日  | ISBN 978-4-08-867613-5 |                |                      |
| 22   | 2022年4月25日  | ISBN 978-4-08-867659-3 |                |                      |
| 23   | 2023年4月25日  | ISBN 978-4-08-867711-8 |                |                      |
| 24   | 2024年4月24日  | ISBN 978-4-08-867751-4 |                |                      |
| 25   | 2025年7月25日  | ISBN 978-4-08-867796-5 |                |                      |

## 電視動畫
本作的電視動畫版是由東京電視台在2005年10月4日至2006年9月26日期間播放，共102集，每週二播出兩集（每集時間約15分鐘，合共約半小時）。其後2006年10月出版的《Ribon》曾提及到會製作動畫版續集的可能性，但是直至現時仍沒有關於動畫版續集的任何消息。
韓國、香港和台灣各地亦先後播放了電視動畫版。韓國SBS將作品稱為「秘密朋友」（두근두근 비밀친구），並在2005年12月6日至2007年1月9日期間播放。香港無線電視翡翠台在2007年5月4日至2007年7月27日期間逢星期四及五下午5時15分播放第1集至第48集，其後在2007年9月26日至2007年11月1日期間於《放學ICU》時段內播放第49集至第102集。台灣卡通頻道於2007年10月20日起開始至2008年4月12日播放第1集至第52集，逢週六上午10時半、下午5時半及晚間11時播出其後在2008年8月6日起至2008年9月9日於逢週一至週五晚上六時至六時半時段內播放第53集至第102集；2008年9月1日改為逢週一至週五晚上五時半至六時繼續播出。

### 製作人員
- 原作 - 前川涼 (集英社「Ribon」連載)
- 執行製作人 - 深沢幹彦(東京電視台)(第1話 - 第40話)、朝賀定夫(東京電視台)(第41話 - 第51話)、杉山豊、Jaeyoung Kim
- 製作人 - 森村祥子(東京電視台)(第1話 - 第25話)、小田原明子(東京電視台)(第26話 - 第51話)、小熊晃代
- 副製作人 - 中村理一郎、武藤博昭、Kim Young Doo、川村明廣
- 系列構成 - 古川ヒロシ
- 演出協力 - 高橋良輔（第1話 - 第26話）
- 設定考據 - 西川淳一郎
- 人物設計 - 水谷謙太、Lim Hyungjin
- 總作畫監督 - 小林一幸、Ahn Jaeho
- 美術監督 - Lee Hoey Young
- 背景設計 - Hwang Jun Pil
- 色彩設計 - 中村香織、黒田隆志
- 攝影監督 - Heo Tae Hee
- 影像編輯 - Hong Jong Hun
- 音響監督 - 松岡裕紀
- 音樂 - 岩崎文紀
- 音樂製作 - NBC環球娛樂
- 音樂協力 - TV TOKYO Music
- 行銷總監 - 磯和道嗣
- 執行製片 - 土屋貴彦
- 動畫製作 - GALLOP、東宇動畫
- 總監督 - 西本由紀夫、Nam Jong Sik
- 製作協力 - 電通TEC
- 製作 - 東京電視台、電通、「動物橫町」製作委員會

### 主題曲
片頭曲
1. （第1集－第50集）
演唱：江里夏、宍戸留美、永澤菜教、佐藤佑子（小美、小爾、健太、依沙） ，作詞：杉山昭彦（マイクスギヤマ），作曲：田中公平，編曲：村瀬恭久
2. （第51集－第102集）
演唱：（Ribbon Girl），作詞、作曲、編曲：unicorn table

- 香港粵語版

1. 「動物橫町 （页面存档备份，存于）」（改編《飛んでもNothing～どき☆どき アニマル横町のうたの巻～》）（第1集－第102集）
演唱：鍾嘉欣，作詞：鄭櫻綸，作曲：田中公平

片尾曲
1. （夢幻星★女郎；第1集－第50集、第101集－第102集）
演唱：the Indigo，作詞：田岡美樹，作曲、編曲：市川祐一
2. 「Sweetie」（甜絲絲；第51集－第100集）[1]
演唱：折笠富美子，作詞：折笠富美子，作曲、編曲：上野洋子

### 各話列表
| 回 | 話數 | 日文標題 | 中文標題                   | 腳本     | 分鏡                    | 演出                       | 作畫監督        | 播放日期       |
| -- | ---- | -------- | -------------------------- | -------- | ----------------------- | -------------------------- | --------------- | -------------- |
| 1  | 1    |          | 新的朋友                   | 横谷昌宏 | 西本由紀夫 Nam Jong Sik | 筒井義明 Nam Jong Sik      | An Jae Ho       | 2005年 10月4日 |
| 1  | 2    |          | 門後的謎團                 | 横谷昌宏 | 野中和実 Park Chi Man   | 筒井義明 Nam Jong Sik      | Shin Gi Cheul   | 2005年 10月4日 |
| 2  | 3    |          | 我要做蛋糕                 | 木滝りま | 小華和ためお            | 久保太郎 Shin Gi Cheul     | You Bong Hyun   | 10月11日       |
| 2  | 4    |          | 我要做功課                 | 笹野恵   | 鴫野彰                  | 久保太郎 An Jae Ho         | Choi Seung Hyuk | 10月11日       |
| 3  | 5    |          | 猜謎遊戲的衝擊             | 横谷昌宏 | 筒井義明 Nam Jong Sik   | 筒井義明 Oh Jong Hwan      | Lee Joo Hyun    | 10月18日       |
| 3  | 6    |          | 黑暗火鍋                   | 木滝りま | 腰繁男                  | 筒井義明 Jung Joo Wang     | Lee Jong Kyoung | 10月18日       |
| 4  | 7    |          | 商品目錄                   | 山田由香 | 久保太郎 Nam Jong Sik   | 久保太郎 Lee Jong Kyoung   | Lee Joo Hyun    | 10月25日       |
| 4  | 8    |          | 我患了感冒                 | 山田由香 | 奥村吉昭                | 久保太郎 Song Mun Sung     | Shin Gi Cheul   | 10月25日       |
| 5  | 9    |          | 減肥好方法                 | 木滝りま | 飯島正勝                | 筒井義明 Park Chi Man      | You Bong Hyun   | 11月1日        |
| 5  | 10   |          | 寫給偶像的信               | 横谷昌宏 | 小田原男                | 筒井義明 Shin Sang Tae     | Choi Seung Hyuk | 11月1日        |
| 6  | 11   |          | 占卜天掛                   | 樋口達人 | 鴫野彰                  | 久保太郎 Lee Kyoung Soo    | Lee Joo Hyun    | 11月8日        |
| 6  | 12   |          | 健太和依沙吵大架           | 山田由香 | 小華和ためお            | 久保太郎 Oh Jong Wan       | Lee Jong Kyoung | 11月8日        |
| 7  | 13   |          | 圍巾的故事                 | 山田由香 | 下司泰弘                | 筒井義明 Ha Hyoung Wook    | An Jae Ho       | 11月15日       |
| 7  | 14   |          | 小爾失憶了                 | 笹野恵   | 腰繁男                  | 筒井義明 Im Hyoung Jin     | Shin Gi Cheul   | 11月15日       |
| 8  | 15   |          | 配角不易做                 | 横谷昌宏 | 高橋順                  | 久保太郎 Cha Sang Hun      | You Bong Hyun   | 11月22日       |
| 8  | 16   |          | 動物橫町接龍遊戲           | 木滝りま | 小野勝巳                | 久保太郎 Oh Jong Hwan      | Choi Seung Hyuk | 11月22日       |
| 9  | 17   |          | 撲克牌遊戲                 | 横谷昌宏 | 秦義人                  | 筒井義明 Kim Sang Wook     | Lee Joo Hyun    | 11月29日       |
| 9  | 18   |          | 恐怖的秋天                 | 樋口達人 | 筒井義明                | 筒井義明 Im Young Jin      | Lee Jong Kyoung | 11月29日       |
| 10 | 19   |          | 交換日記                   | 園田英樹 | 青柳宏宜                | 久保太郎 An Jae Ho         | Lee Joo Hyun    | 12月6日        |
| 10 | 20   |          | 山並先生出了事             | 笹野恵   | 鴫野彰                  | 久保太郎 Shin Gi Chol      | Lee Jong Kyoung | 12月6日        |
| 11 | 21   |          | 小美的生日                 | 笹野恵   | 小華和ためお            | 筒井義明 Jung Ju Wang      | You Bong Hyun   | 12月13日       |
| 11 | 22   |          | 雪戰比賽                   | 木滝りま | 腰繁男                  | 筒井義明 Kim Seung Min     | Choi Seung Hyuk | 12月13日       |
| 12 | 23   |          | 聖誕節到了，聖誕快樂       | 横谷昌宏 | 飯島正勝                | 久保太郎 Lee Jong Kyoung   | Shin Sang Tae   | 12月20日       |
| 12 | 24   |          | 睜著眼睛睡不著，怎辦才好？ | 山田由香 | 奥村吉昭                | 久保太郎 Lee Jong Kyoung   | Im Heyong Jin   | 12月20日       |
| 13 | 25   |          | 新年了，要大掃除           | 樋口達人 | 小華和ためお            | 筒井義明 Yoo Bong Hyun     | Oh Jong Hwan    | 12月27日       |
| 13 | 26   |          | 溫泉，我來了               | 園田英樹 | 鴫野彰                  | 筒井義明 Lee Joo Hyun      | An Jae Ho       | 12月27日       |
| 14 | 27   |          | 一起玩蛇梯棋               | 横谷昌宏 | 秦義人                  | 高田昌宏 Lee Jong Kyoung   | Jung Joo Wang   | 2006年 1月10日 |
| 14 | 28   |          | 要留在家中                 | 横谷昌宏 | 腰繁男                  | 高田昌宏 Lee Jong Kyoung   | Shin Sang Tae   | 2006年 1月10日 |
| 15 | 29   |          | 小哲初次登場               | 木滝りま | 腰繁男                  | 筒井義明 Choi Seung hyuk   | Lim Heyong Jin  | 1月17日        |
| 15 | 30   |          | 真實的健太                 | 木滝りま | 筒井義明                | 筒井義明 Yoo Bong Hyun     | Lim Heyong Jin  | 1月17日        |
| 16 | 31   |          | 預防蛀牙                   | 笹野恵   | 飯島正勝                | 久保太郎 Shin Ki Cheul     | An Jea Ho       | 1月24日        |
| 16 | 32   |          | 不同的嗜好                 | 竹内利光 | 久保太郎                | 久保太郎 Lee Joo Hyun      | Lim Heyong Jin  | 1月24日        |
| 17 | 33   |          | 與山並先生決戰             | 笹野恵   | 小野勝巳                | 高田昌宏 Lee Jong kyoung   | Choi Seung Hyuk | 1月31日        |
| 17 | 34   |          | 故事演講會                 | 木滝りま | 奥村吉昭                | 高田昌宏 Choi Seung Hyuk   | Jung Joo Wang   | 1月31日        |
| 18 | 35   |          | 遠足旅行                   | 樋口達人 | 鴫野彰                  | 筒井義明 Yoo Bong Hyun     | Choi Sang Hoon  | 2月7日         |
| 18 | 36   |          | 小美的初戀                 | 木滝りま | 飯島正勝                | 筒井義明 Lee Jong Kyoung   | Shin Gi Chol    | 2月7日         |
| 19 | 37   |          | 情人節                     | 竹内利光 | 腰繁男                  | 久保太郎 Lee Joo Hyun      | An Jae Ho       | 2月14日        |
| 19 | 38   |          | 大發明                     | 山田由香 | 野中和実                | 久保太郎 Lee Jong Kyoung   | Im Heyong Jin   | 2月14日        |
| 20 | 39   |          | 小爾的競爭對手             | 木滝りま | 奥村吉昭                | 筒井義明 Yoo Bong Hyun     | Im Heyong Jin   | 2月21日        |
| 20 | 40   |          | 做大人                     | 笹野恵   | 腰繁男                  | 筒井義明 Choi Seung Hyuk   | An Hey Kyoung   | 2月21日        |
| 21 | 41   |          | 影片大作戰                 | 樋口達人 | 秦義人                  | 久保太郎 Lee Jong Kyoung   | Shin Gee Chul   | 2月28日        |
| 21 | 42   |          | 依沙的超能力               | 園田英樹 | 飯島正勝                | 久保太郎 Lee joo Hyun      | An Jae Ho       | 2月28日        |
| 22 | 43   |          | 龜兔賽跑                   | 横谷昌宏 | 西本由起夫              | 筒井義明 Shin Gee Chul     | Shin Gee Chul   | 3月7日         |
| 22 | 44   |          | 動物橫町探險隊             | 竹内利光 | 腰繁男                  | 筒井義明 Lee Jong Kyoung   | Shin Sang Tae   | 3月7日         |
| 23 | 45   |          | 小小大冒險                 | 樋口達人 | 秦義人                  | 久保太郎 Lee Joo Hyun      | An Jae Ho       | 3月14日        |
| 23 | 46   |          | 動物橫町報                 | 園田英樹 | 鴫野彰                  | 久保太郎 Yoo Bong Hyun     | Im Heyong Jin   | 3月14日        |
| 24 | 47   |          | 去小哲的家                 | 横谷昌宏 | 奥村吉昭                | 筒井義明 Choi Seung Hyuk   | An Jae Ho       | 3月21日        |
| 24 | 48   |          | 遊藝會                     | 山田由香 | 筒井義明                | 筒井義明 Lee Jong Kyoung   | Nam Jong Sik    | 3月21日        |
| 25 | 49   |          | 幼稚園                     | 山田由香 | 野中和実                | 久保太郎 Lee Jong Kyoung   | Im Heyong Jin   | 3月28日        |
| 25 | 50   |          | 難道真的要說再見嗎？       | 木滝りま | 飯島正勝                | 久保太郎 Lee Joo Hyun      | Shin Sang Tae   | 3月28日        |
| 26 | 51   |          | 賞櫻花                     | 横谷昌宏 | 鴫野彰                  | 筒井義明 Yoo Bong Hyun     | An Jae Ho       | 4月4日         |
| 26 | 52   |          | 動物橫町先生               | 木滝りま | 秦義人                  | 筒井義明 Shin Gee Chul     | Shin Gee Chul   | 4月4日         |
| 27 | 53   |          | 地球最後一日？             | 笹野恵   | 深沢学                  | 久保太郎 Lee Jong Kyoung   | An Jae Ho       | 4月11日        |
| 27 | 54   |          | 神奇寶盒                   | 横谷昌宏 | 腰繁男                  | 久保太郎 Choi Seung Hyuk   | Im Heyong Jin   | 4月11日        |
| 28 | 55   |          | 宇宙旅行                   | 木滝りま | 飯島正勝                | 筒井義明 Lee Joo Hyun      | An Jae Ho       | 4月18日        |
| 28 | 56   |          | 小沙要離開動物橫町？       | 山田靖智 | 奥村吉昭                | 筒井義明 Lee Jong Kyoung   | Shin Sang Tae   | 4月18日        |
| 29 | 57   |          | 紙黏土大變身               | 竹内利光 | 腰繁男                  | 久保太郎 Yoo Bong Hyun     | Nam Jong Sik    | 4月25日        |
| 29 | 58   |          | 店舖扮演遊戲               | 木滝りま | 秦義人                  | 久保太郎 Shin Gee Chul     | Shin Gee Chul   | 4月25日        |
| 30 | 59   |          | 家庭訪問                   | 山田由香 | 鴫野彰                  | 筒井義明 Lee Joo Hyun      | An Jae Ho       | 5月2日         |
| 30 | 60   |          | 第一次騎自行車             | 笹野恵   | 筒井義明                | 筒井義明 Lee Jong Kyoung   | Im Heyong Jin   | 5月2日         |
| 31 | 61   |          | 我要打扮                   | 樋口達人 | 腰繁男                  | 山口健太郎 Lee Jong Kyoung | An Jae Ho       | 5月9日         |
| 31 | 62   |          | 美少女小爾？               | 岡田麿里 | 奥村吉昭                | 山口健太郎 Choi Seung Hyuk | An Jae Ho       | 5月9日         |
| 32 | 63   |          | 進入漫畫世界               | 竹内利光 | 飯島正勝                | 高田昌宏 Yoo Bong Hyun     | Yoo Bong Hyun   | 5月16日        |
| 32 | 64   |          | 健太感染懶人病             | 山田靖智 | 鴫野彰                  | 高田昌宏 Lee Joo Hyun      | Lee Joo Hyun    | 5月16日        |
| 33 | 65   |          | 配角不易做2                | 竹内利光 | 秦義人                  | 久保太郎 Lee Ki Suk        | Lee Ki Suk      | 5月23日        |
| 33 | 66   |          | 園藝種植                   | 岡田麿里 | 腰繁男                  | 久保太郎 Lee Jong Kyoung   | An Jae Ho       | 5月23日        |
| 34 | 67   |          | 夜闖動物園                 | 横谷昌宏 | 飯島正勝                | 筒井義明 Shin Gee Chul     | Shin Gee Chul   | 5月30日        |
| 34 | 68   |          | 小爾對小爾                 | 木滝りま | 奥村吉昭                | 筒井義明 Choi Seung Hyuk   | Im Heyong Jin   | 5月30日        |
| 35 | 69   |          | 交換靈魂                   | 山田靖智 | 腰繁男                  | 山口健太郎 Lee Jong Kyoung | Park Boung Soon | 6月6日         |
| 35 | 70   |          | 小優變了間諜               | 樋口達人 | 飯島正勝                | 山口健太郎 Yoo Bong Hyun   | Nam Jong Sik    | 6月6日         |
| 36 | 71   |          | 我要做公主                 | 山田由香 | 鴫野彰                  | 高田昌宏 An Jae Ho         | An Jae Ho       | 6月13日        |
| 36 | 72   |          | 傾慕島子小姐               | 木滝りま | 秦義人                  | 高田昌宏 Lee Ki Suk        | Lee Ki Suk      | 6月13日        |
| 37 | 73   |          | 新偶像登場 第一部份        | 笹野恵   | 飯島正勝                | 久保太郎 Choi Seung Hyuk   | Im Heyong Jin   | 6月20日        |
| 37 | 74   |          | 新偶像登場 第二部份        | 笹野恵   | 飯島正勝                | 久保太郎 Lee Ki Suk        | Lee Ki Suk      | 6月20日        |
| 38 | 75   |          | 魔法少女小美               | 横谷昌宏 | 腰繁男                  | 筒井義明 Lee Joo Hyun      | Lee Joo Hyun    | 6月27日        |
| 38 | 76   |          | 小健太的弟弟？             | 竹内利光 | 今村大介                | 筒井義明 Lee Jong Kyoung   | An Jae Ho       | 6月27日        |
| 39 | 77   |          | 有很多個小沙               | 樋口達人 | 奥村吉昭                | 山口健太郎 Shin Gee Chul   | Shin Gee Chul   | 7月4日         |
| 39 | 78   |          | 夢的占卜                   | 岡田麿里 | 鴫野彰                  | 山口健太郎 Yoo Bong Hyun   | Park Boung Soon | 7月4日         |
| 40 | 79   |          | 時光機                     | 横谷昌宏 | 秦義人                  | 山田一夫 Lee Ki Suk        | Lee Ki Suk      | 7月11日        |
| 40 | 80   |          | 遲到了！                   | 山田由香 | 今村大介                | 山田一夫 Lee Jong Kyoung   | Im Heyong Jin   | 7月11日        |
| 41 | 81   |          | 很想當主角                 | 樋口達人 | 西本由紀夫              | 久保太郎 Lee Joo Hyun      | Oh Duck Whan    | 7月18日        |
| 41 | 82   |          | 芳香的味道                 | 木滝りま | 鴫野彰                  | 久保太郎 Choi Seung Hyuk   | Park Boung Soon | 7月18日        |
| 42 | 83   |          | 動物橫町的幕後製作         | 竹内利光 | 秦義人                  | 筒井義明 An Jae Ho         | An Jae Ho       | 7月25日        |
| 42 | 84   |          | 依沙的初戀                 | 山田靖智 | 飯島正勝                | 筒井義明 Yoo Bong Hyun     | Im Heyong Jin   | 7月25日        |
| 43 | 85   |          | 盛夏的日子                 | 山田靖智 | 腰繁男                  | 山口健太郎 Lee Jong Kyoung | Park Boung Soon | 8月1日         |
| 43 | 86   |          | 野生的健太                 | 竹内利光 | 奥村吉昭                | 山口健太郎 Shin Gee Chul   | Oh Duck Whan    | 8月1日         |
| 44 | 87   |          | 很想看卡通片               | 横谷昌宏 | 秦義人                  | 山田一夫 Lee Ki Suk        | Lee Ki Suk      | 8月8日         |
| 44 | 88   |          | 動物橫町三人都不見了       | 山田靖智 | 鴫野彰                  | 山田一夫 Lee Joo Hyun      | Shin Gee Chui   | 8月8日         |
| 45 | 89   |          | 三心兩意的山並             | 山田由香 | 鴫野彰                  | 高田昌宏 Choi Seung Hyuk   | Im Heyong Jin   | 8月15日        |
| 45 | 90   |          | 健太，一飛沖天！           | 山田靖智 | 腰繁男                  | 高田昌宏 Lee Jong Kyoung   | An Jae Ho       | 8月15日        |
| 46 | 91   |          | 恐怖的功課                 | 木滝りま | 飯島正勝                | 筒井義明 Shin Gee Chul     | Oh Jong Whan    | 8月22日        |
| 46 | 92   |          | 情信                       | 岡田麿里 | 筒井義明                | 筒井義明 Yoo Bong Hyun     | Park Boung Soon | 8月22日        |
| 47 | 93   |          | 座敷童子                   | 笹野恵   | 腰繁男                  | 山口健太郎 Lee Ki Suk      | Lee Ki Suk      | 8月29日        |
| 47 | 94   |          | 樂樂要逃亡                 | 竹内利光 | 奥村吉昭                | 山口健太郎 Lee Joo Hyun    | Im Heyong Jin   | 8月29日        |
| 48 | 95   |          | 再見了，島子小姐           | 樋口達人 | 飯島正勝                | 山田一夫 An Jae Ho         | An Jae Ho       | 9月5日         |
| 48 | 96   |          | 親密關係                   | 竹内利光 | 鴫野彰                  | 山田一夫 Lee Jong Kyoung   | Oh Jong Whan    | 9月5日         |
| 49 | 97   |          | 小美、小爾大混戰 上集      | 山田靖智 | 飯島正勝                | 久保太郎 Yoo Bong Hyun     | Park Byung Soon | 9月12日        |
| 49 | 98   |          | 小美、小爾大混戰 下集      | 山田靖智 | 飯島正勝                | 久保太郎 Choi Seung Hyuk   | Oh Jong Whan    | 9月12日        |
| 50 | 99   |          | 出發尋找寶藏               | 樋口達人 | 腰繁男                  | 山口健太郎 Shin Gee Chul   | Shin Gee Chul   | 9月19日        |
| 50 | 100  |          | 願望成真筆記本             | 山田靖智 | 山口健太郎              | 山口健太郎 Lee Joo Hyun    | Im Heyong Jin   | 9月19日        |
| 51 | 101  |          | 門是不是不見了？           | 横谷昌宏 | 腰繁男                  | 筒井義明 Lee Jong Kyoung   | Park Boung Soon | 9月26日        |
| 51 | 102  |          | 最終回                     | 横谷昌宏 | 西本由紀夫              | 筒井義明 Lee Ki Suk        | Lee Ki Suk      | 9月26日        |

### 播放電視台
| 播放電視台     | 播放日期                                              | 播放時間                                                    | 備註     |
| -------------- | ----------------------------------------------------- | ----------------------------------------------------------- | -------- |
| 東京電視台系列 | 2005年10月4日 - 2006年3月28日 2006年4月4日 - 9月26日  | 星期二 18:30 - 19:00 星期二 18:00 - 18:30                   | 字幕放送 |
| BS东视         | 2005年10月11日 - 2006年3月28日 2006年4月4日 - 10月3日 | 星期二 19:25 - 19:55 星期二 19:30 - 20:00                   |          |
| AT-X           | 2006年3月29日 - 2007年3月14日                         | 星期三 11:00 - 11:30                                        | 有重播   |
| ANIMAX         | 2007年5月7日 - 7月16日                                | 星期一 - 星期五 16:30 - 17:00                               | 有重播   |
| 迪士尼頻道     | 2011年8月8日 - 12月22日 2012年1月4日 - 1月17日        | 星期一 - 星期四 16:30 - 17:00 星期一 - 星期五 15:30 - 16:00 |          |

## CD
いずれもジェネオンエンタテインメントより発売。
- 『オーレ! ヤマナミさんバ!』 - 飛んでもNothingのCDのカップリング曲
- 『アニマル横町バラエティアルバム1 どき☆どきバスツアーの巻』 - OP, EDテーマ、ショートコントや、コーナー企画『ケンタ、漢のダジャレ道』、『イッサのぶっちゃけちゃえ!?』『とっておき少女』（歌：あみ）などが収録されている。
- 『アニマル横町バラエティアルバム2 どき☆どき無人島の巻』 - 2006年5月25日発売。ショートコント、コーナー企画、歌『みんなでアニ横音頭』など。
- 『アニマル横町バラエティアルバム3 どき☆どきDJの巻』
- 『アニマル横町バラエティアルバム4 どき☆どき45分間世界一周の巻』
- 『アニマル横町アルバム どき☆どきボーカルベストの巻』

## 獎項
- 兒歌金曲頒獎典禮2007－－「十大兒歌金曲」-《動物橫町》
- 新城勁爆兒歌頒獎禮2007－－「新城勁爆兒歌」-《動物橫町》

## 外部連結
日本
- 《動物橫町》官方網站 （页面存档备份，存于）
- 東京電視台《動物橫町》官方網站 （页面存档备份，存于）
- 《動物橫町》產品介紹網站
- s-manga.net《動物橫町》漫畫網站
- 動物橫町～どき☆どき救出大作戦!の巻～遊戲網站 （页面存档备份，存于）
- 動物橫町 どき☆どき進級試験!の巻 遊戲網站 （页面存档备份，存于）

韓國
- 韓國SBS電視台《動物橫町》官方網站 （页面存档备份，存于）
- 東宇動畫製片株式會社（動畫韓方製作公司）

美國
- Anime News Network （页面存档备份，存于）

## 獲獎紀錄
| 第50回 平成16年度                             |
| 《Keroro軍曹》 吉崎觀音 《危險爺爺》 曾山一壽 |

| 第51回 平成17年度   |
| 《動物橫町》 前川涼 |

| 第52回 平成18年度   |
| 《偶像宣言》 中原杏 |